# Темна черепаха товстошия
Темна черепаха товстошия (Siebenrockiella crassicollis) — вид черепах з роду Азійська темна черепаха родини Азійські прісноводні черепахи. Інші назви «чорна прісноводна черепаха», «сіамська храмова черепаха».

## Опис
Загальна довжина карапаксу досягає 20—23 см. Голова велика і досить широка. Шия дуже товста, що дало назву цієї черепасі. Карапакс овальний, розширюється у задній частині. Має 3 дуже гладких кіля, при цьому середній менш розвинений. Пластрон широкий. Щитки на кінцівках слабо виражені.
Голова чорна або темно—сіра з 2 білими плямами за очима і світлими щелепами. Шия чорна або темно—сіра. Карапакс повністю темно—коричневий або чорний. Пластрон й перетинка чорні або темно—коричневі з жовто—коричневими плямами. Кінцівки і хвіст темно—сірі або чорні.

## Спосіб життя
Полюбляє різного роду водойми з повільною течією, м'яким ґрунтом й рясною рослинністю. Харчується хробаками, креветками, земноводними, рослинністю, падлом.
Самиця з квітня по червень відкладає 1-— яйця розміром 52,1×28 мм. За сезон буває 4 кладки. За температури 28—30 °C інкубаційний період триває 68—84 діб. За температури 25 °C — 112 днів. Розмір новонароджених черепашенят становить 43—46 мм при вазі 14-15 г.

## Розповсюдження
Мешкає від Південного В'єтнаму на захід через Камбоджу, Таїланд до провінції Тенассерім у М'янмі та на південь через весь півострів Малакка до Яви, Суматри й Калімантан (Індонезія).